# Substancje semiochemiczne
Substancje semiochemiczne – związki chemiczne używane przez zwierzęta i rośliny do przekazywania informacji, wywierania określonego wpływu na otoczenie, głównie w celach obronnych, wszczynania alarmu, zaznaczania własnego terytorium czy informowania partnerów o gotowości płciowej.
Związki te są istotnym elementem życia zarówno pojedynczych osobników jak również funkcjonowania wielu społeczności w świecie zwierząt. Dużą grupę stanowią związki infochemiczne, pośród których szczególne miejsce zajmują feromony. Niektóre substancje semiochemiczne – kairomony – mogą być wydzielane wbrew interesowi organizmu wydzielającego.
Substancje semiochemiczne dzielą się na:
- substancje allelochemiczne – oddziałujące międzygatunkowo:
  - allomony – przynoszą korzyść osobnikowi, który je wydziela
  - kairomony – przynoszą korzyść osobnikowi, który je odbiera
  - depresory – nie przynoszą korzyści ani osobnikowi, który je wydziela, ani osobnikowi, który je odbiera
  - synomony – substancje przynoszące korzyść osobnikowi wydzielającemu i odbierającemu[1]
- substancje o działaniu wewnątrzgatunkowym:
  - feromony
  - adaptacyjne autoinhibitory populacji
  - autotoksyny
  - nekromony